# Radzików (Baja Silesia)
Radzików (alemán: Rudelsdorf) es una localidad del distrito de Dzierżoniów, en el voivodato de Baja Silesia (Polonia). Se encuentra en el suroeste del país, dentro del término municipal de Łagiewniki, a unos 3 km al norte de la localidad homónima y sede del gobierno municipal, a unos 25 al nordeste de Dzierżoniów, la capital del distrito, y a unos 38 al sur de Breslavia, la capital del voivodato. Radzików perteneció a Alemania hasta 1945, año en el que pasó a formar parte del voivodato polaco de Breslavia hasta 1998.
- Datos: Q7281852
- Multimedia: Radzików, Lower Silesian Voivodeship / Q7281852